# شبکه آزمایشگاهی فناوری‌های راهبردی
شبکه آزمایشگاهی فناوری‌های راهبردی، با نام اختصاری لبزنت (Labsnet)، یک شبکه ملی ایرانی متشکل از آزمایشگاه‌های دانشگاهی، تحقیقاتی و صنعتی است که در تیر ۱۳۹۳ زیر نظر معاونت علمی و فناوری ریاست‌جمهوری تأسیس شد. این شبکه با هدف به‌اشتراک‌گذاری توانمندی‌های آزمایشگاهی کشور، تسهیل دسترسی به خدمات تخصصی، و ارتقاء کیفیت تحقیقات علمی و صنعتی ایجاد شده‌است.

## تاریخچه
در پی گسترش تقاضای خدمات تخصصی آزمایشگاهی از سوی محققان، شرکت‌های دانش‌بنیان و مراکز دانشگاهی، معاونت علمی ریاست‌جمهوری در سال ۱۳۹۲ مطالعات اولیه برای راه‌اندازی یک شبکه ملی آزمایشگاهی را آغاز کرد. نهایتاً، «شبکه آزمایشگاهی فناوری‌های راهبردی» در تابستان ۱۳۹۳ با عضویت آزمایشگاه‌هایی از دانشگاه‌های برتر ایران مانند دانشگاه تهران، صنعتی شریف، دانشگاه علوم پزشکی ایران، پژوهشگاه‌ها و مراکز تحقیقاتی نظیر پژوهشگاه پلیمر و پژوهشگاه مواد و انرژی شکل گرفت.
در سال‌های بعد، با تصویب طرح‌های توسعه‌ای، تعداد اعضای شبکه از ۲۰ مرکز به بیش از ۱۷۰ آزمایشگاه گسترش یافت. بر اساس گزارش ایرنا در سال ۱۴۰۲، مدیریت این شبکه به عهدهٔ دکتر شیدا محمدی است که جایگزین مهندس رضا اسدی شد.

## اهداف
لبزنت با اهداف کلان زیر راه‌اندازی شده‌است:
- افزایش بهره‌وری تجهیزات گران‌قیمت در کشور
- ایجاد دسترسی عادلانه به خدمات آزمایشگاهی در سطح ملی
- استانداردسازی و اعتبارسنجی خدمات آزمایشگاهی
- حمایت از پژوهشگران و شرکت‌های دانش‌بنیان با اعطای گرنت خدمات
- برگزاری کارگاه‌های آموزشی برای ارتقاء توان تخصصی اپراتورها و پژوهشگران

## خدمات و زیرساخت‌ها
مهم‌ترین امکانات ارائه‌شده توسط لبزنت:
- **سامانه Labsnet.ir**: امکان رزرو آنلاین، مقایسه قیمت‌ها، مشاهده موقعیت مکانی و پیگیری خدمات
- **گرنت آزمایشگاهی**: اعطای اعتبار به شرکت‌ها برای استفاده رایگان از خدمات در حوزه‌های پزشکی، نانو، ژنتیک و غیره[۴]
- **ارزیابی کیفیت**: هر ساله اعضای شبکه توسط تیم ارزیابی ستاد لبزنت مورد بررسی عملکرد قرار می‌گیرند
- **طرح تشویقی کاربران پرتکرار**: به محققانی که خدمات زیادی در شبکه مصرف کرده‌اند تخفیف و اعتبار داده می‌شود

## اعضای شاخص
در میان اعضای این شبکه، برخی آزمایشگاه‌های برجسته به‌صورت فعال شناخته می‌شوند:
- آزمایشگاه ملی نقشه‌برداری مغز – رئیس: دکتر محسن صفارزادگی
- آزمایشگاه جامع تحقیقاتی دانشگاه علوم پزشکی ایران – رئیس: دکتر سوسن زارع
- آزمایشگاه مرکزی پژوهشگاه مواد و انرژی – مدیر: دکتر رضا فتحی
- مرکز فناوری‌های نوین دانشگاه علم و صنعت – رابط: دکتر سعید خدابنده‌لو
- پژوهشگاه دانش‌بنیان ژنیران – مؤسس و مدیرعامل: دکتر فربد اسفندی؛ رابط رسمی لبزنت: دکتر مسعود سلطانی حلوائی[۵][۶]
- آزمایشگاه مرکزی دانشگاه تبریز – رابط: دکتر حسن غفاری

## تعاملات ملی و بین‌المللی
لبزنت تاکنون با مراکز استان‌های مختلف مانند خراسان رضوی، اصفهان و البرز همکاری کرده‌است. همچنین تلاش‌هایی برای پیوستن به شبکه‌های بین‌المللی آزمایشگاهی منطقه‌ای (مانند ECO) انجام شده‌است.